# Vương Chí (nhà Minh)
Vương Chí (chữ Hán: 王志), tướng lãnh đầu đời Minh trong lịch sử Trung Quốc.

## Tham gia khởi nghĩa
Chí (sanh năm ngày 9 tháng 1 ÂL năm 1335 
– mất ngày 17 tháng 8 ÂL năm 1386) là người Lâm Hoài .
Tháng 3 ÂL năm Chí Chánh thứ 12 (1352) nhà Nguyên, Chí dấy hương binh chiếm Hào Châu.
Năm thứ 14 (1354), Chí tiến hạ Trừ Châu, sau đó quy thuận Chu Nguyên Chương.
Năm thứ 15 (1355), Chí theo nghĩa quân vượt Trường Giang, giành lấy Thái Thạch, Thái Bình, phá thủy trại của Trung thừa Mạn Tể Cáp Nhã, tiến chiếm Kiến Khang.
Tháng 7 ÂL năm thứ 16 (1356), Chí được điều làm Quản quân tổng quản, theo Từ Đạt vây Thường Châu, nhiều lần vượt rào đầu tiên, xông pha tên đạn, nên được thụ chức Hoài Viễn đại tướng quân, Hữu phó nguyên soái.
Tháng 3 ÂL năm thứ 17 (1357), Chí tham gia lấy Thường Châu, cũng có nhiều chiến tích trong cuộc thu phục các châu phủ Tuyên Châu, Giang Âm, Nghi Hưng, Cao Bưu,...
Năm thứ 21 (1361), Chí theo Chu Nguyên Chương đánh hạ các quận An Khánh.
Tháng 4 ÂL năm thứ 22 (1362), Chí lại theo Từ Đạt đánh các châu huyện Giang Tây.
Tháng 8 ÂL năm thứ 23 (1363), Chí theo Chu Nguyên Chương ngồi thuyền ngự, tham gia trận hồ Bà Dương.
Tháng 3 ÂL năm thứ 24 (1364), Chí tiếp tục theo Chu Nguyên Chương đánh hạ Hồ Quảng, Vũ Xương,... Ngay sau đó Chí lại theo Từ Đạt giành Lư Châu, nhổ An Phong, đánh bại quân đội của Trương Sĩ Thành ở Bắc Cô Tô, đuổi nà 40 dặm, nhờ công được thăng làm Phi Hùng vệ Thân quân Chỉ huy sứ , trấn thủ châu Lục An. Mùa xuân năm sau (1365), Chí được đổi làm Lục An vệ Chỉ huy sứ.

## Phục vụ nhà Minh
Tháng 5 ÂL năm Hồng Vũ đầu tiên (1368), Chí phụng chỉ đem binh của bản vệ theo Minh Thái Tổ đến Biện Lương, rồi được điều đi Hà Nam. Tháng 10 ÂL, Chí theo Phùng Thắng đánh chiếm các châu phủ Hoài Khánh, Trạch, Lộ,... Tháng 12 ÂL, Chí đánh hạ Bình Dương rồi ở lại coi giữ, được đổi làm Bình Dương vệ Chỉ huy sứ.
Chí ở Bình Dương đến năm thứ 3 (1370) thì được dời sang Hán Trung, đồn trú Thiểm Tây. Năm sau (1371), Chí đem quân thâm nhập Sát Hãn Não Nhi Tái, đuổi quân Bắc Nguyên chạy xa, rồi về Bình Dương. Tháng 11 ÂL, Chí được thăng làm Khai quốc Phụ vận Thôi thành Tuyên lực Vũ thần, Vinh lộc đại phu, Trụ quốc, Đồng tri Đại đô đốc phủ sự, phong tước Lục An hầu, ăn lộc 900 thạch/năm, còn có thế khoán.
Năm thứ 5 (1372), Chí đeo hàm Thiên tướng quân, theo Từ Đạt chinh chiến sa mạc; tháng 9 ÂL năm ấy, Chí vẫn là Thiên tướng quân, theo Phó Hữu Đức chinh chiến Vân Nam.
Năm thứ 16 (1383), Chí đốc binh đi Vân Nam Phẩm Điện thiên hộ sở. Năm thứ 17 (1384), Chí được trở về kinh sư.
Năm thứ 19 (1386), Chí mất, được truy phong Hứa quốc công, thụy là Tương Giản. Năm thứ 23 (1389), Chí bị quy kết là đồng đảng của Hồ Duy Dung (đã đền tội năm 1380), nhưng đã chết nên không bị hỏi đến nữa, tuy vậy nhà họ Vương cũng mất tước hầu.

## Hậu nhân
Chí có bốn con trai: Uy, Vực, Ky, Hoàn. Uy được kế tự vào năm thứ 22 (1389), nhưng sang năm thì chịu biếm trích làm An Nam vệ Chỉ huy sứ. Uy mất, không có con trai nên Vực được kế tự, đổi về Thanh Bình vệ, rồi nhà họ Vương được thế tập ở đấy.